# The House That Jack Built
Ne doit pas être confondu avec The Mouse That Jack Built.
Pour plus de détails, voir Fiche technique et Distribution.
The House That Jack Built ou au Québec La maison que Jack a construite est un film dano-franco-germano-suédois écrit et réalisé par Lars von Trier et sorti en 2018.

## Synopsis
Jack, architecte raté et tueur en série prolifique dans l'État de Washington dans les années 1980, raconte cinq de ses crimes à Virgile, qu'il surnomme Verge, tandis que ce dernier le guide à travers les cercles de l'Enfer. Les crimes de Jack, représentés sous forme de flashbacks appelés « incidents », sont commentés par Verge et Jack, qui tente de démontrer la dimension artistique de ses crimes.
Dans le premier incident, Jack rencontre une femme au bord d'une route de montagne qui a besoin de réparer son cric pour remplacer l'un de ses pneus. Il l'emmène chez un forgeron pour le réparer, mais quand ils reviennent près de la voiture, le cric se casse de nouveau. La femme demande à Jack de l'emmener une seconde fois. Offensé par ses manières, Jack la tue en la matraquant avec le cric. Il stocke son corps dans la chambre froide d'un bâtiment à l'abandon qu'il avait acheté.
Dans le deuxième incident, Jack rend visite à Claire Miller, une veuve, et l'étrangle avant de la poignarder à la poitrine. La nuit venue, Jack sort le corps de la femme de la maison et la met dans le coffre de son van. Son trouble obsessionnel compulsif le force à méticuleusement nettoyer chaque recoin de la maison, quand un policier suspicieux passe dans le coin. Jack cache le corps de Claire dans les buissons avant que le policier ne s'arrête. Jack parvient à duper l'officier de police en prétendant être une connaissance de Claire. Jack part ensuite, le corps de la femme enveloppé dans une bâche plastique et attachée avec une corde à l'arrière du van, laissant une trainée de sang sur la route. Il arrive au bâtiment abandonné alors qu'il se met à pleuvoir, effaçant les traces de sang, et met le corps de Claire dans la chambre froide. Après cet incident, Jack se donne le surnom de « M. Sophistication » et commence à écrire des lettres anonymes à la police avec celui-ci. Il commence également à développer une obsession pour la photographie de ses victimes.
Dans le troisième incident, Jack amène sa petite amie et ses deux enfants dans une clairière pour apprendre aux enfants à chasser. Pendant l'excursion, il tue les deux enfants avec un fusil et force la femme à manger un pique-nique avec leurs cadavres. Il finit par la chasser et la tuer. Alors que Jack se rappelle cet incident, qu'il compare à la chasse animale, Verge montre son dégoût prononcé pour le meurtre des enfants.
Dans le quatrième incident, Jack est montré dans une relation avec Jacqueline, une jeune femme qu'il pense très stupide. Ivre, il avoue à Jacqueline avoir tué plus de soixante personnes, mais elle ne le croit pas. C'est quand il fait des pointillés rouges avec un marqueur autour de ses seins qu'elle commence à prendre peur et va parler à un policier, qui ne veut pas l'écouter, les pensant tous deux trop ivres. Une fois Jacqueline enfermée dans son appartement, Jack l'étrangle avant de découper ses seins. Il en met un sur le pare-brise de la voiture de police et confectionne un porte-monnaie avec l'autre.
Dans le cinquième incident, Jack enlève cinq hommes et leur installe la tête sur une poutre dans la chambre froide pour les tuer d'une seule balle. En réalisant qu'il allait utiliser une balle destinée à la chasse et non une blindée destinée à réaliser cette exécution, il va blâmer le vendeur de munitions avant de rendre visite à SP, l'un de ses amis, qui appelle la police, pensant que Jack est responsable d'un cambriolage récent. Jack poignarde SP à la gorge, attend la police et tue l'officier. Jack vole la voiture de police et retourne dans la chambre froide avec la bonne balle. Ayant besoin de plus d'espace pour faire la mise au point de son arme, Jack ouvre une porte verrouillée dans la chambre froide, révélant une seconde pièce. Il y rencontre Verge, qui avoue avoir observé Jack toute sa vie et rappelle à ce dernier qu'il n'a jamais bâti la maison qu'il avait prévu de construire, construction qu'il avait déjà débuté entre ses meurtres. Dans la chambre froide, Jack décide d'arranger les cadavres accumulés au fil des ans en forme de maison. Alors que la police s'apprête à entrer dans la chambre froide, attirée par la sirène de police que Jack avait laissé allumée à l'extérieur, Jack entre dans la maison de corps, suit Verge dans un trou dans le sol et arrive en Enfer.
Après avoir regardé les Champs Élysées à travers une fenêtre, Verge et Jack arrivent en haut d'un abîme menant au neuvième cercle et au centre de l'Enfer. Jack remarque un escalier de l'autre côté d'un pont détruit et Verge lui dit qu'il s'agit du chemin menant hors de l'Enfer. Malgré les avertissements de Verge, Jack tente d'escalader la paroi rocheuse afin d'accéder à l'escalier, mais échoue et tombe dans l'abîme.

## Fiche technique
- Titre original et français : The House that Jack Built
- Titre québécois : La maison que Jack a construite[1]
- Réalisation et scénario : Lars von Trier
- Montage : Jacob Secher Schulsinger
- Musique : Victor Reyes
- Photographie : Manuel Alberto Claro
- Production : Louise Vesth, Jonas Bagger, Piv Bernth, Peter Aalbæk Jensen et Marianne Slot
- Sociétés de production  : Zentropa et Film i Väst
- Sociétés de distribution : Les Films du Losange (France)
- Pays d'origine :  Danemark,  France,  Allemagne,  Suède
- Langue originale : anglais
- Format : couleur-DCP-2,35:1
- Genre : Thriller, Horreur psychologique, Drame, Comédie noire
- Durée : 152 minutes
- Dates de sortie :
  - France : mai 2018 (festival de Cannes 2018) ; 17 octobre 2018 (sortie nationale)
  - Danemark : 29 novembre 2018
- Interdit aux moins de 16 ans lors de sa sortie en France

## Distribution
- Matt Dillon : Jack
- Bruno Ganz : Verge
- Uma Thurman : dame no 1
- Siobhan Fallon Hogan : dame no 2 (Claire Miller)
- Sofie Gråbøl : dame no 3
- Riley Keough : Simple (Jacqueline)
- Jeremy Davies : Al
- Jack McKenzie : Sonny
- Ed Speleers : Ed
- David Bailie : S.P.
- Cohen Day : George
- Rocco Day : Grumpy
- Christian Arnold : homme no 1
- Yu Ji-tae : homme no 2
- Johannes Kuhnke : homme no 3
- Jerker Fahlström : homme no 4
- Osy Ikhile : le militaire
- Marijana Jankovic : l'étudiante

## Production

### Développement et choix des interprètes

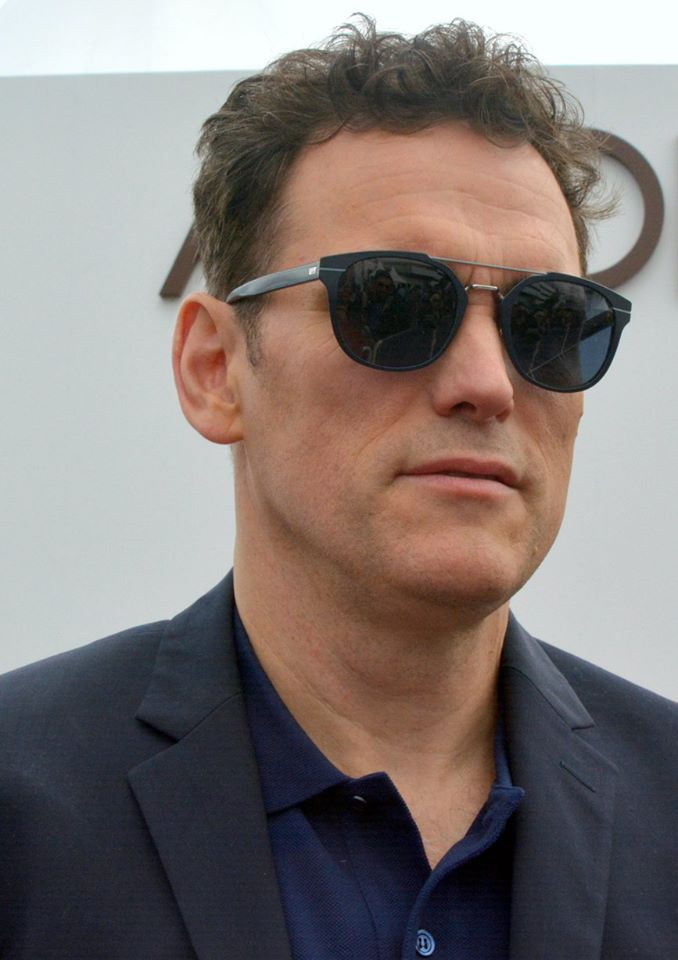
La tête d'affiche Matt Dillon au Festival de Cannes 2018 pour la présentation du film

Initialement prévu comme une série télévisée, Lars von Trier annonce finalement, en février 2016, que son nouveau projet sera un film, une coproduction entre la France, l'Allemagne, la Suède et le Danemark.
En mai 2016, Von Trier annonce que le film sera tourné en point de vue subjectif, comme La Dame du lac et Maniac.
En novembre 2016, von Trier annonce que l'Américain Matt Dillon jouera le rôle principal, Jack, un tueur en série, suivi du Suisse Bruno Ganz dans celui de son confesseur, Verge. Von Trier expliqua qu'il est fan de l'acteur depuis L'Ami américain mais aussi un peu inspiré par son interprétation dans La Chute.
Pour jouer les quatre rôles féminins du film, ceux des victimes de Jack, Riley Keough et la Danoise Sofie Gråbøl, surtout connue pour avoir joué Sarah Lund dans la série télé The Killing, sont les deux premières à les rejoindre en février 2017. Le mois suivant, Uma Thurman, déjà apparue dans Nymphomaniac du cinéaste, et Siobhan Fallon Hogan, troisième collaboration avec von Trier après Dancer in the Dark et Dogville, complètent le casting. En avril 2017, l'acteur coréen Yu Ji-tae, surtout connu pour avoir joué le méchant dans Old Boy de Park Chan-wook, rejoint le casting.

### Tournage
Le tournage est divisé en deux temps, commencé en mars 2017 à Bengtsfors, en Suède, et se terminera en mai 2017 au Danemark.

### Polémique sur la sélection à Cannes
Lars von Trier espère présenter ce film au Festival de Cannes 2018, malgré le fait qu'il soit banni, persona non grata, après avoir tenu des propos scandaleux sur Hitler en 2011 lors de la conférence de presse de Melancholia,. Lors de la conférence de presse tenue par Thierry Frémaux et Pierre Lescure pour annoncer les sélections du Festival de Cannes 2018, Philippe Rouyer, journaliste chez Positif, pose la question de savoir si l'absence de celui-ci en sélection est due à une déception du comité de sélection, ou si Lars von Trier est encore persona non grata. Ce à quoi Thierry Frémaux a répondu qu'il donnerait la réponse les jours suivants, laissant supposer que le film pourrait être présenté.
Le film est finalement présenté hors-compétition au Festival de Cannes tandis que Lars von Trier n'est plus, sept ans après son exclusion, persona non grata. Il est néanmoins remarqué qu'il n'y a pas de conférence de presse prévue pour le cinéaste,.

## Analyse

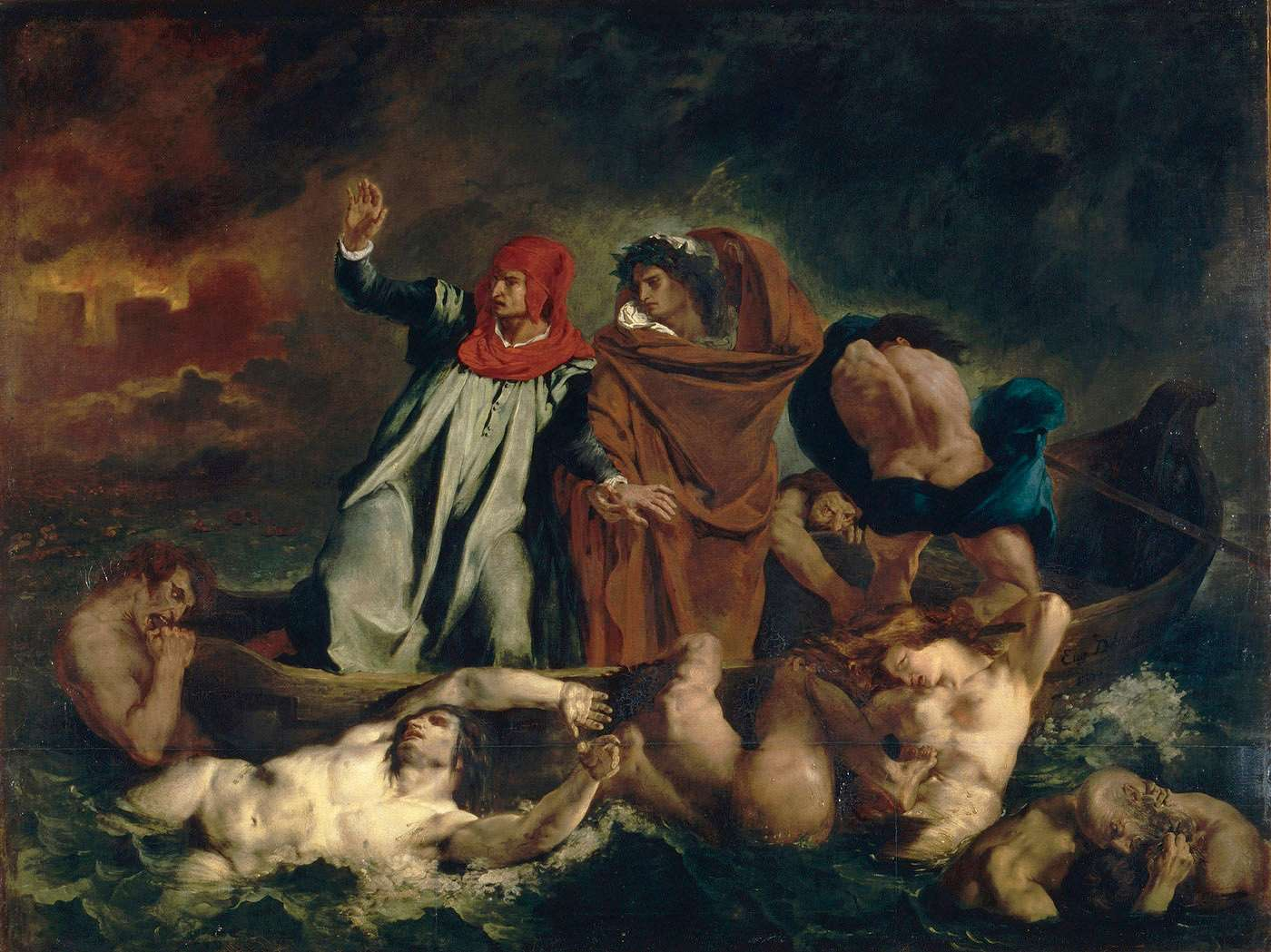
La Barque de Dante de Delacroix, recréée en tableau vivant dans le film. L'image est notamment reprise pour l'une des affiches.

Le titre du film signifie « La maison que Jack a bâtie », dont l'origine est une comptine britannique (en).
La critique voit un hommage à Andreï Tarkovski, que Von Trier admire et qu'il cita souvent comme inspiration.
Pour illustrer son nouveau film, l'histoire d'un tueur en série sévissant durant 12 années de sa vie, le cinéaste compare son personnage au président des États-Unis, Donald Trump : « Le film célèbre l'idée que la vie est maléfique et dénuée d'âme, ce qui a malheureusement été prouvé par l'avènement récent de l'homo trumpus : le roi rat ». Le cinéaste parle de son film qui adoptera un ton pessimiste sans espoirs, il se prit en photo sur le tournage déguisé en grande faucheuse de Vampyr.

## Réception critique
Il fut l'un des films les plus controversés du Festival de Cannes en 2018 en raison de ses scènes barbares et insoutenables, dont le meurtre de deux enfants lors d'une partie de chasse ou la longue torture d'une jeune femme, interprétée par Riley Keough, dont les seins sont découpés par le tueur en série Jack. Lors de la première projection mondiale du film en hors-compétition, une centaine de spectateurs, dégoûtés par le long-métrage à la fois gore et brutal et surtout par les deux scènes en question, quittent la salle avant que le film ne se termine.
Sur le site Allociné, le film obtient une moyenne de 3,1/5 pour 33 critiques de presse recensées. Comme d'habitude, le cinéaste danois divise la critique.
Côté positif, le critique de cinéma Jean-François Rauger est très élogieux à propos du travail de Lars Von Trier : « Après sa trilogie "féminine", le cinéaste continue de s’affirmer comme un alchimiste médiéval, un artiste scrutant les abymes d’un monde originaire pour y retrouver l’élan pulsionnel, la formule secrète, entre kitsch et sublime, entre humour et romantisme noir, qui donnerait la clé tout à la fois d’une explication de l’Univers et de ses lois mystérieuses, ainsi que de la possibilité de sa transposition symbolique. ». La rédaction des Inrockuptibles y voit enfin un film éminemment philosophique et « une expérience sidérante où Lars von Trier atteint finalement son but : faire émerger la grande santé nietzschéenne de l’artiste par un travail du négatif, trouver la lumière à l’intérieur du tunnel. ». Le film fait la couverture du numéro de septembre-octobre de La Septième Obsession, ainsi que du numéro d'octobre des Cahiers du cinéma, où il se trouve classé n°8 du Top 10 2018. Il est classé n°9 du Top 10 des meilleurs films des années 2010 dans La Septième Obsession,.
À l'inverse, Barbara Théate du Journal du dimanche s'insurge notamment contre l'image de la femme dans le film de Von Trier : « la femme est toujours stupide et hautement sacrifiable. Avec une cruauté à peine soutenable. Surtout, le récit vire à l’autocélébration, se révèle sentencieux, long et ennuyeux. ». Pour Hélène Marzolf de Télérama, dont les avis sur le film sont partagés, le cinéaste « se complaît dans un sadisme raffiné. Le second degré ne sauve pas cette démonstration boursouflée, simpliste et gratuite. ». Ou encore pour la rédaction du Figaro : « Lars von Trier multiplie les provocations, frôle le ridicule, cite ses propres films et Albert Speer, s'extasie sur les stukas et les vins doux. ».

## Distinctions

### Sélections
- Festival de Cannes 2018 : sélection officielle, hors compétition
- L'Étrange Festival 2018 : sélection en compétition.
- Fifigrot 2018 : sélection amphore d'or